# Fargesia macclureana
Fargesia macclureana là một loài thực vật có hoa trong họ Hòa thảo. Loài này được (Bor) Stapleton mô tả khoa học đầu tiên năm 1993.